# Cryptocephalus saudiensis
Cryptocephalus saudiensis es una especie de insecto coleóptero de la familia Chrysomelidae.
Fue descrita científicamente en 1983 por Lopatin.